# بیماری‌های کبد
بیماری‌های کبد کتابی از ریحان‌الله سرلتی است که در سال ۱۳۴۷ منتشر و برندهٔ جایزهٔ سلطنتی کتاب سال شد.